# Vista Skateboard Art
Vista Art é um organismo vivo que trabalha através do lifestyle, culturas presentes na rua, como a arte, a música e o esporte, um laboratório criativo diferente de tudo.
Tendo a improbabilidade do estilo como um guia, buscando inovar e surpreender, aliando profissionalismo e dedicação.
A empresa é um projeto de comunicação inovador, um Satélite Retransmissor da cultura urbana vivenciada por pessoas de todo o mundo. Fazendo parte dessa revolução cultural do  Século XXI
Com mais de 16 anos de atuação, mais de 100 clientes atendidos, entre eles Samsung, Axe, Santander, Jeep, Nike, adidas, Vans, Mountain Dew, Gatorade, Red Bull e Jameson, mais de 400 projetos realizados na América Latina, atuamos gerando Conteúdo (on e off), fazendo Mídia e produzindo Eventos e Ativações para um público ligado ao comportamento jovem urbano.

## Começou
A Vista Art começou como uma revista bimestral, publicada por uma editora independente. Sua primeira edição foi lançada em março de 2004. Atualmente a revista possuí uma tiragem de 20 mil exemplares distribuídos gratuitamente, ou seja, não possui encalhe.
Skatistas, artistas, músicos, designers, fotógrafos, videomakers, enfim, pessoas ligadas à cultura urbana acompanham e se identificam com a Vista porque ela aborda seu verdadeiro cotidiano, o que se passa nas calçadas dos quatro cantos do planeta.
Em 2010, a revista lança o primeiro jogo on-line de um fotógrafo de skate o Moment Gameé um jogo on-line com foto-realista, onde você fotografa os skatistas de verdade andando de skate em vídeo.